# Tipula (Eumicrotipula) tiolomana
Tipula (Eumicrotipula) tiolomana is een tweevleugelige uit de familie langpootmuggen (Tipulidae). De soort komt voor in het Neotropisch gebied.